# Buse de Gundlach
Pour les articles homonymes, voir Gundlach.
Genre
Statut de conservation UICN

 NT  : Quasi menacé
La Buse de Gundlach (Buteogallus gundlachii) est une espèce d'oiseaux de la famille des Accipitridae.

## Nomenclature
Son nom commémore le naturaliste cubain Juan Gundlach (1890-1896).

## Répartition
Cette espèce est endémique de Cuba.